# Џуниор Полулеулигага
Џуниор Полулеулигага (енгл. Junior Poluleuligaga; 5. фебруар 1981) професионални је рагбиста и репрезентативац Самое, који тренутно игра за Окленд рагби у ИТМ Купу. Родио се на Новом Зеланду, али његови родитељи су Самоанци, тако да је искористио право да игра за репрезентацију Самое. Био је део репрезентације Самое на 2 светска првенства (2007, 2011). У енглеском премијершипу играо је за Квинсе и за Екстер, а у супер рагбију за новозеландске представнике Чифсе и Блузсе.